# 埃高河
48°36′14″N 10°35′8″E / 48.60389°N 10.58556°E

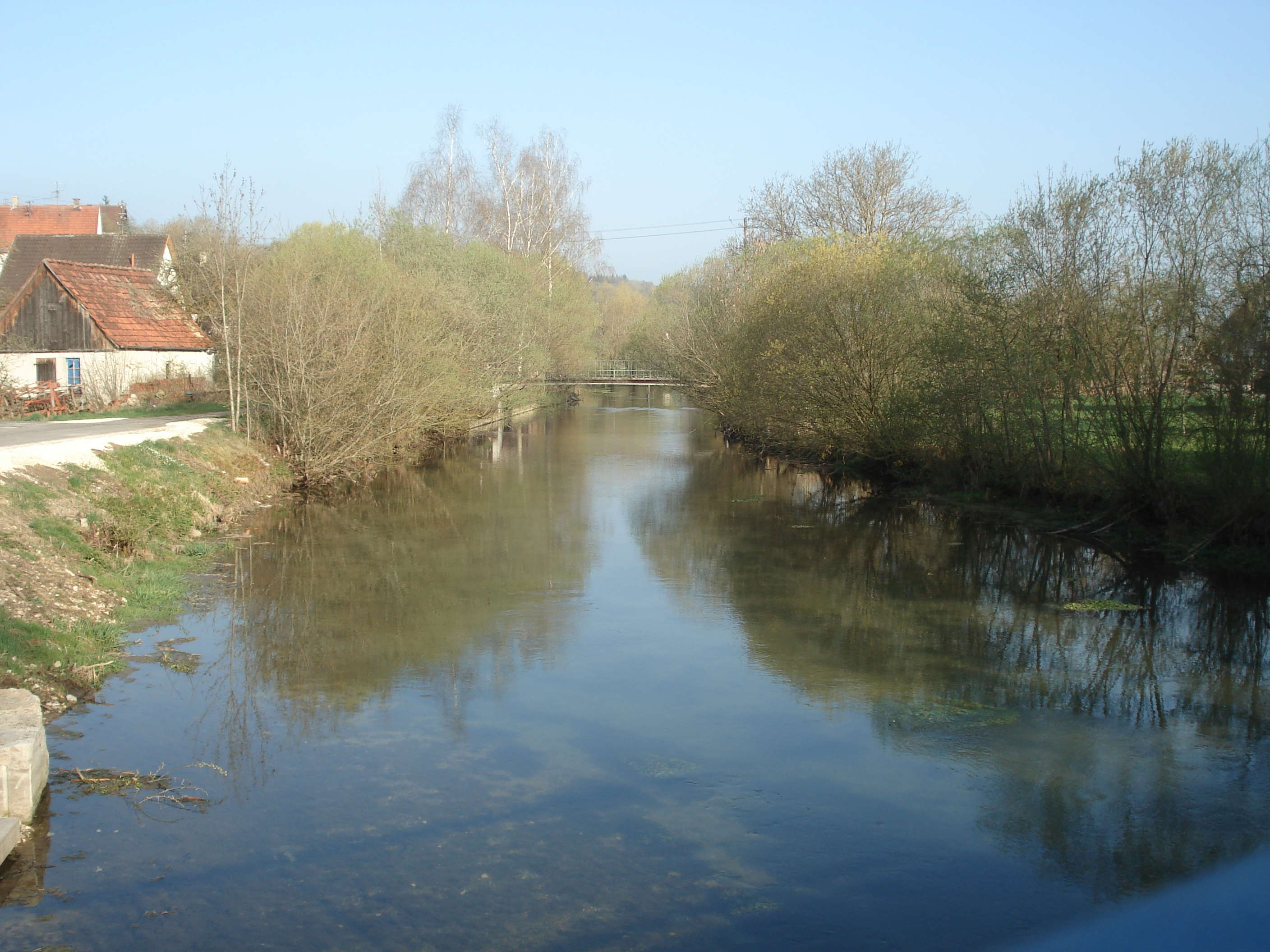
埃高河

埃高河（德語：Egau），是德國的河流，位於該國南部，橫跨巴伐利亞和巴登-符騰堡州，屬於多瑙河的左支流，河道全長45.2公里，流域面積467.3平方公里，河口處在多瑙河畔赫希施泰特附近。